# 莫琳·奥图尔
莫琳·奥图尔（英語：Maureen O'Toole，1961年3月24日—），美国女子水球运动员。她曾代表美国国家队参加2000年夏季奥林匹克运动会水球比赛，结果队伍获得一枚银牌。